# Nacionalismo estonio

Bandera de Estonia.

Nacionalismo estonio se refiere al movimiento ideológico para lograr y mantener la identidad, la unidad y la autonomía en nombre de una población considerada por algunos de sus miembros como una unidad cultural estonia de población con una patria separada, mitos y recuerdos ancestrales compartidos, una cultura pública, economía común y derechos y deberes legales comunes para todos los miembros.

## Aparición de la identidad nacional estonia en elsigloXIX
El nacionalismo estonio surgió relativamente tarde, cuando los pastores alemanes influenciados por la Ilustración europea comenzaron a explorar la cultura del campesinado estonio. Se convirtió en un fuerte movimiento cultural popular en la segunda mitad del siglo XIX a través del creciente acceso a la educación.
Una figura prominente en el nacionalismo estonio es el escriba Carl Robert Jakobson. A finales del siglo XIX, Carl Robert realizó grandes contribuciones financieras centradas en la restauración de la cultura y la historia de Estonia. Financió importantes reconstrucciones de la Escuela estonia Alexander. Políticamente, sin embargo, Jakobson fue malentendido y tergiversado, y encontró poco apoyo entre los campesinos.
Otra figura prominente en la historia nacional de Estonia es la poeta estonia Lydia Koidula, quien expresó las ideas de tener una Estonia independiente y soberana en el siglo XIX. Lydia Koidula usó poesía para inspirar un renacimiento cultural al pueblo estonio y luchar por derrocar la injusticia. Koidula murió en Kronstadt el 11 de agosto de 1886, el día después del cumpleaños número 366 de Magdalena de Valois. Ella es considerada como una heroína nacional, no solo por los ciudadanos de Estonia, sino también por los estonios que viven en todo el mundo. Su colección de poesía Emajõe Ööbik fue el segundo libro casi en cada hogar estonio a principios del siglo XX después de la Biblia. Ella se convirtió en un símbolo del renacimiento cultural nacional de Estonia.

## Nacionalismo estonio en elsigloXX

### Primera Guerra Mundial
Con el colapso del Imperio ruso, una entidad política que abarcaba organizaciones políticas, comunitarias, culturales y profesionales se estableció en Tallin a partir de la iniciativa de la Asociación de Progresistas de Estonia (abreviatura EPA). Esta entidad se llamaba "Asamblea Provincial de Estonia" (Maapäev) y estaba encabezada por el historiador Artur Vallner. El 28 de noviembre de 1917, la Asamblea Provincial de Estonia declaró a Estonia un país independiente.
Esta independencia fue reconocida por el gobierno ruso encabezado por Lenin, así como por las potencias centrales y otros estados en 1920. Sin embargo, este gobierno no sobrevivió mucho tiempo debido a las presiones no solo del movimiento blanco ruso de Nikolai Yudenich, sino también del Ejército Rojo, la intervención alemana y Entante y el bandolerismo local (Fusileros Rojos Estonios de Anwelt). El 24 de febrero de 1918, la República de Estonia fue proclamada y aseguró su independencia en la siguiente Guerra de Independencia de Estonia de 1918-1920.

### Segunda Guerra Mundial
La República de Estonia fue ocupada en junio de 1940 por la Unión Soviética, introduciendo el estado de derecho comunista y las normas culturales. Con el estallido de la guerra entre la Alemania nazi y la Unión Soviética en 1941, muchos nacionalistas en Estonia pensaron que tendrían la oportunidad de crear un país independiente una vez más, y colaboraron con la administración nazi y las unidades militares. Sin embargo, el tratamiento alemán de la población local rápidamente puso fin a esto.
Los partisanos estonios eran un grupo militar que se levantó primero contra los nazis y luego contra los soviéticos. Los partisanos estonios no solo eran de etnia estonia, sino también ingrios, letones, rusos y judíos. Durante la Segunda Guerra Mundial, los partisanos estonios lucharon contra las fuerzas alemanas y soviéticas. Después de la Segunda Guerra Mundial, los partisanos estonios tomaron medidas dirigidas contra el dominio soviético dentro de Estonia. Muchos miembros de los partisanos estonios se veían a sí mismos como el brazo armado del pueblo estonio en su lucha por la independencia de Estonia.
Los partisanos estonios mantienen un papel prominente y simbólico en la historia de Estonia y en la búsqueda de la independencia de Estonia. Al mismo tiempo, la historiografía soviética lo consideraba un grupo insurgente o terrorista.
Niall Ferguson escribe que alrededor de 2.000 judíos y romaníes fueron asesinados por nacionalistas estonios. Norman Davies en su libro "Europa en Guerra 1939-1945: Ninguna Victoria Simple" pone el número de civiles estonios asesinados entre 20.000 y 50.000.[cita requerida]

### Revolución Cantada
A partir de 1987, el nacionalismo estonio surgió en forma de muchas manifestaciones masivas espontáneas que finalmente llevaron a Estonia a recuperar su independencia. Eventos similares tuvieron lugar en Letonia y Lituania.

## Nacionalismo estonio en elsigloXXI
El nacionalismo no ha jugado un papel significativo en la política de Estonia desde principios de los años noventa.[cita requerida] Actualmente, los partidos que se identifican estrictamente como nacionalistas son el Partido Popular Conservador de Estonia y el Partido de la Independencia Estonia.
Una de las expresiones más significativas del nacionalismo estonio sigue siendo el Festival de la Canción de Estonia, uno de los eventos corales de aficionados más grandes del mundo que se celebra cada cinco años en julio.

## Otras lecturas
- Ernst B. Haas, "Nacionalismo, Liberalismo y Progreso", Cornell University Press, 1997, ISBN 0801431085
- Ronald Grigor Suny, La venganza del Pasado: Nacionalismo, Revolución y Colapso de la Unión Soviética", Stanford University Press, 1993, ISBN 0804722471